# Буден, Жан
Жан Буде́н (27 апреля 1806, Мец, Первая французская империя — 9 марта 1867, Париж) — французский военный врач, автор ряда произведений по медицинской географии. Президент Парижского антропологического общества (в 1862 году), почётный член Лондонского антропологического общества (с 1863 года).

## Биография
Получил образование в Военной медицинской школе в Меце. Пребывание в качестве врача в Марселе, а затем в Алжире доставило Будену возможность произвести ряд любопытных исследований о болотной лихорадке, об акклиматизации и др. По возвращении во Францию в 1840 году занимал должности начальника госпиталя в Версале и других местах. В 1848 году был назначен главным врачом Альпийской армии, а в 1859 году — на тот же пост в итальянской армии.

## Научное творчество
С 1840 года Буден напечатал множество монографий и статей по вопросам патологии, общественной гигиены и демографии. Особенно замечательны его статистические исследования о рекрутах, о распределении болезней по расам и местностям, об увеличении роста с 1831 года, о неблагоприятных последствиях браков между близкими родственниками. Труды эти были напечатаны в «Annales d’hygiène publique», «Gazette médicale», «Gazette des hôpitaux» и др.
В 1857 году автор выпустил в свет первый в своем роде во французской медицинской литературе трактат «Traité de géographie et statistique médicales et des maladies endémiques etc.» (2 тома). Из других сочинений более известны: «Traité des fièvres intermittentes, rémittentes et continues des pays chauds et des contrées marécageuses etc.» (1842) и «Essai de géographie médicale etc.» (1843). В русском переводе имеются «Опыт медицинской географии» (перевод Чистовича, СПб., 1862 год) и «Руководство к изучению медицинской географии» (перевод Гейнаца, СПб., 1864 год).
Полный список сочинений Будена и подробную биографию см. «Recueil de mémoires de médecine, de chirurgie et de pharmacie militaires» (IIIe série, t. 19, стр. 350).

### Список произведений
- Traité de géographie et de statistique médicales et des maladies endémiques
  - Руководство к изучению медицинской географии и статистики и эндемических болезней. — СПб.: В тип. Я. Трея, 1864.